# いなべ市立大安中学校
いなべ市立大安中学校（いなべしりつだいあんちゅうがっこう）は、三重県いなべ市大安町石榑東にある市立の中学校。

## 概要
旧大安町域に位置し、かつては大安町立大安中学校であった。学校教育目標として、「人権に対する豊かな感性と科学的認識を持ち、仲間と共に自分の生活を切り開いていく生徒を育てる。」ことを掲げている。生徒数は429人（平成29年5月1日現在）。　校舎は青島設計によって設計されたもの。

## 学校区
いなべ市大安町全域

## 交通
- 三岐鉄道三岐線大安駅より徒歩15分[2]。

## 著名出身者
- 西田有志 - プロバレーボール選手。
- 弓矢竜太 - 柔道選手。